# Dalechampia burmanica
Dalechampia burmanica är en törelväxtart som beskrevs av Susil Kumar Mukerjee. Dalechampia burmanica ingår i släktet Dalechampia och familjen törelväxter.
Artens utbredningsområde är Burma. Inga underarter finns listade i Catalogue of Life.